# La resaca

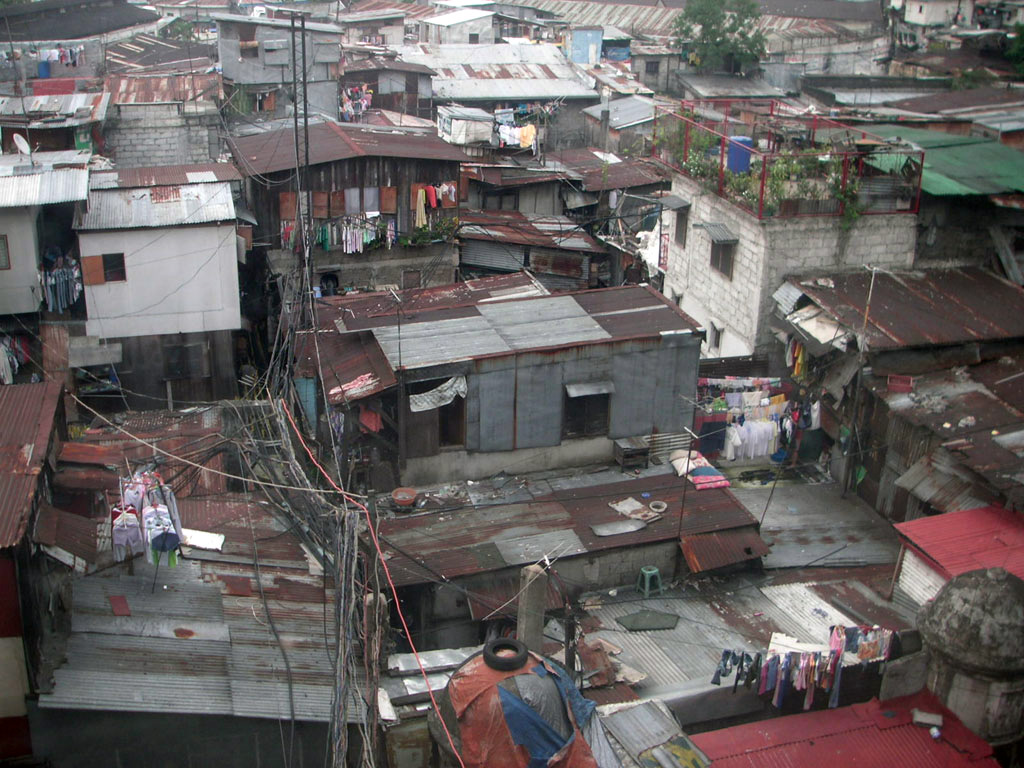
Barrio de chabolas en Manila (2006)

La resaca es una novela escrita por Juan Goytisolo en París entre enero y junio de 1957. En ella se entretejen varias historias cuyos personajes tienen en común su procedencia de un barrio de chabolas de Barcelona. La resaca es una de las obras de la primera etapa creativa de Goytisolo y puede encuadrarse en el llamado realismo social.
Consciente de que su publicación, tal como la había ideado, sería imposible en España, Juan Goytisolo comenzó a escribir La resaca desembarazado de toda preocupación referente a la censura. Una vez concluida, fue publicada en Francia por un nuevo sello, el Club del Libro Español, que posteriormente editaría también La Chanca y Pueblo en marcha.
Tras la escritura de La resaca existe por parte de su autor un propósito evidente de denunciar la situación de abandono y miseria de los inmigrantes murcianos, extremeños y andaluces en Barcelona. Para ello escoge como escenario el espacio situado entre los antiguos merenderos de la Barceloneta  y la desembocadura del Besós, zona en la que se hacinaban multitud de barracas al borde del mar.
De las varias historias narradas en La resaca destaca la de Antonio, un niño que, fascinado por un grupo de jóvenes delincuentes, acaba formando parte de este y entablando una desigual relación con su cabecilla, el Metralla. Como alternativa a sus miserables vidas, algunos de los personajes se plantean la huida de España: Antonio y el Metralla sueñan con ir a América, Emlio, emigrante en Francia, es visto con admiración por sus antiguos vecinos... En La resaca Goytisolo introduce como elementos nuevos en su obra la presencia del argot propio del hampa barcelonés de la época y un mayor realismo en los diálogos de los personajes a expensas de la corrección lingüística.
La presentación de la edición italiana de La resaca en Milán en 1962 fue saboteada por un grupo de extrema derecha que también robó el documental que iba a ser proyectado durante el acto. A partir de este momento se inició una campaña contra Juan Goytisolo por parte de la prensa española y por la televisión pública. La emisión por Televisión Española, poco después y con el fin de desprestigiar al novelista, de fragmentos del documental robado evidenció la participación de las autoridades españolas en el sabotaje.

## Ediciones
- Club del libro español. París, 1958.
- Editorial Joaquín Mortiz. México, 1977.
- Incluida en Obras completas. Tomo 1. Novelas, con introducción de Pere Gimferrer.  Aguilar, Madrid, 1977.
- Editorial Destino. Barcelona, 1981.
- Incluida en Obras completas (I). Novelas y ensayo (1954-1959). Galaxia Gutenberg. Barcelona, 2005.

## Traducciones
- La resaca. Librería española. París, 1961 (francés).
- La risacca. Feltrinelli. Milano, 1961 (italiano).
- Na predmestí Barcelony. Bratislava, 1962 (eslovaco).
- Utaĭka : Roman. Narodna mladezh. Sofía, 1963 (búlgaro).
- Spodina. SNKLU. Praga, 1963 (checo).
- Strandgut: Roman. Aufbau-Verlag. Berlín, 1965 (alemán).
- De trek. De Tijdstroom. Lochem, 1965 (holandés).
- Hordalék. Irodalmi Könyvkiadó. Bucarest, 1967 (húngaro).